# 패트리스 마르티네즈
패트리스 마르티네즈(Patrice Martinez, 1963년 6월 12일 ~ 2018년 12월 25일)는 미국의 배우, 작가, 텔레비전 배우, 영화배우, 연극 배우이다.
앨버커키에서 태어났으며 버뱅크에서 사망하였다.

## 방송
- 쾌걸 조로

## 영화
- 진주만 (2001년)
- 쾌걸 조로 (1990년)
- 비틀쥬스 (1988년)
- 어 워크 온 더 문 (1987년)
- 쓰리 아미고 (1986년)
- 매그넘 P.I. (1980년)